# Бета-ритм

Бета-ритм

Бета-ритм, β-ритм — ритм головного мозга в диапазоне 14−30 Гц с напряжением 5−30 мкВ, присущий состоянию активного бодрствования. Наиболее сильно этот ритм выражен в лобных областях, но при различных видах интенсивной деятельности резко усиливается и распространяется на другие области мозга. Так, выраженность β-ритма возрастает при предъявлении нового неожиданного стимула, в ситуации внимания, при умственном напряжении, эмоциональном возбуждении. Бета-волны по форме близки к треугольным вследствие заострённости вершин. Относятся к быстрым волнам. Их амплитуда в 4−5 раз меньше, чем амплитуда α-волн.
β-ритм характерен для стадии быстрого сна или при решении сложных вербальных задач